# Richard Peirse
Richard Edmund Charles Peirse (Croydon, 30 settembre 1892 – Wendover, 5 agosto 1970) è stato un generale e aviatore inglese, che fu comandante del Bomber Command nel corso della seconda guerra mondiale.

## Biografia
.

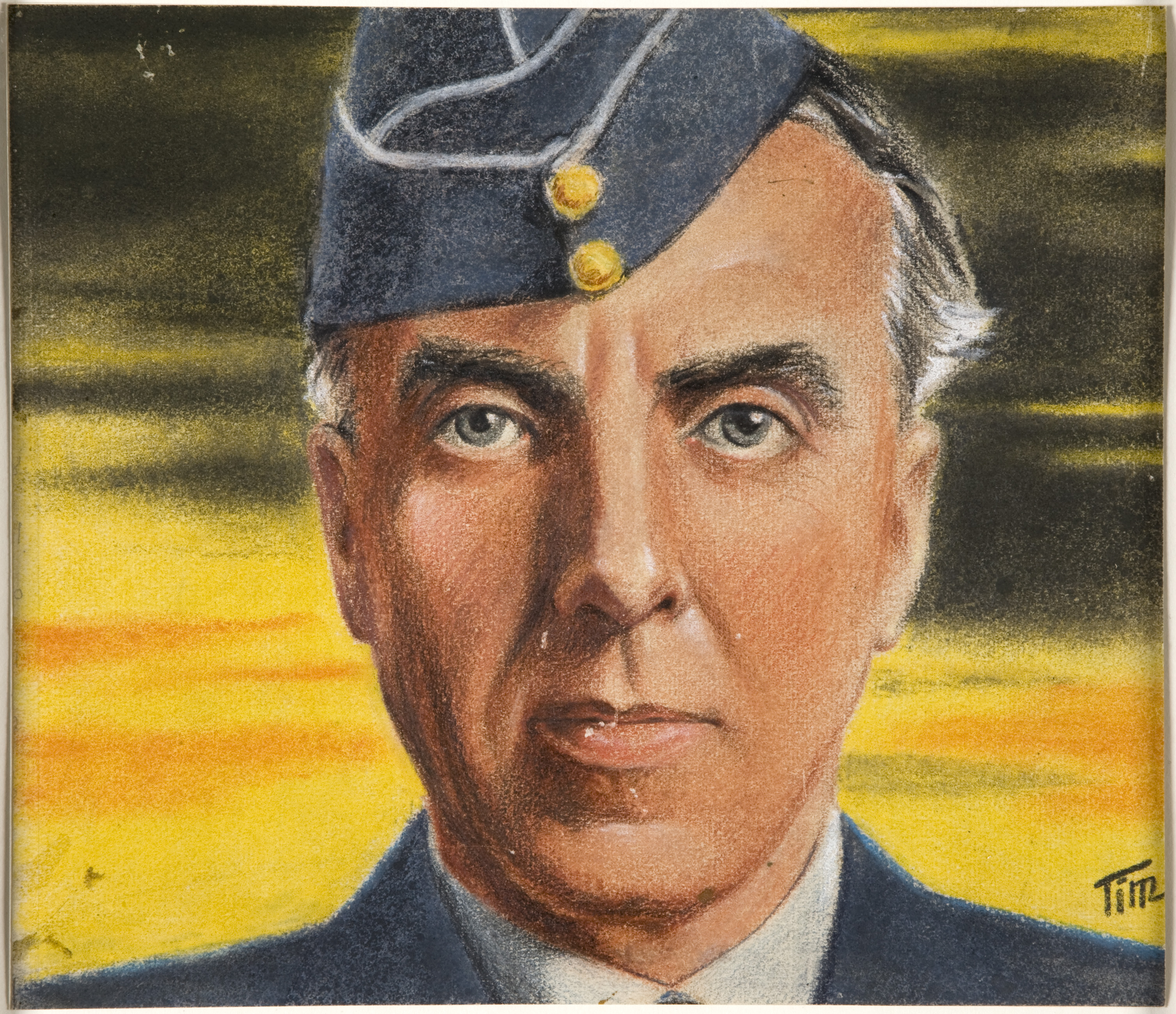
Ritratto di Peirse commissionato dal Ministero dell'Informazione del Regno Unito, circa 1943

Nacque a Norwood, Londra, il 30 settembre 1892, figlio dell'ammiraglio Sir Richard e di sua moglie Blanche Melville Wemyss-Whittaker. Studiò dapprima presso la sezione scuola primaria della Monkton Combe School, a Bath, Somerset, poi sulla HMS Conway e quindi presso il King's College London. Divenuto guardiamarina nella Royal Navy Volunteer Reserve entrò in servizio permanente effettivo nel 1912. Ottenne il brevetto di pilota RAeC (n. 460) il 22 aprile 1913, e in quell'anno lavorò con il tenente R.H. Clark-Hall al lancio di bombe e alle prove sugli armamenti a Eastchurch. Mentre era di stanza a Cranwell, presso la Central Flight School (dal 6 maggio 1914), gli fu assegnato il compito di dare al principe Alberto la sua esperienza di volo.
Gli fu assegnato il Distinguished Service Order per il suo contributo all'attacco aereo su Dunkerque del 23 gennaio 1915, e fu promosso flight commander il 7 maggio dello stesso anno, assegnato al No.4 Squadron del Wing RNAS. Il 18 agosto 1915 sposò la signorina Mary Joyce Ledgard (1894–1975), figlia minore dei coniugi Armitage Ledgard, della Manor House, Thorner, Yorkshire, da cui ebbe un figlio e una figlia. Il matrimonio fu sciolto nel 1945. Nel corso del 1915 fu comandante del No.2 Wing RNAS e poi del No.5 RNAS Squadron. Promosso promosso comandante di squadriglia luglio 1916, assunse il comando del No.4 Wing a Eastchurch.
Prestò servizio come pilota presso il Royal Naval Air Service fino al 1º aprile 1918, quando il servizio aereo della marina divenne parte della Royal Air Force. Con la costituzione della RAF, divenne ufficiale comandante del No.222 RAF Squadron. Dopo la promozione a comandante di stormo nel gennaio 1922, l'anno successivo assunse il comando della base RAF Gosport, e nel 1929 fu nominato comandante della base RAF Heliopolis. In quello stesso anno fu promosso comandante di gruppo.
Nel 1930 fu nominato vicedirettore delle operazioni e dello spionaggio presso l'Air Ministry, e dopo essere stato promosso a commodoro dell'aria nel 1933, fu nominato ufficiale comandante presso il Comando aeronautico della Palestina e della Transgiordania durante la grande rivolta araba. Promosso vicemaresciallo dell'aeria nel 1936, fu nominato vice capo di stato maggiore dell'aeronautica e direttore delle operazioni e dei servizi segreti nel gennaio 1937. Membro dell'Air Council dal 1939.
Durante la seconda guerra mondiale, come maresciallo dell'aria temporaneo, divenne vice capo di stato maggiore della Royal Air Force dall'aprile 1940 e, dopo aver avuto il suo grado confermato come permanente nel mese di luglio, divenne comandante del Bomber Command dal mese di ottobre. Sotto il suo comando si ebbe la grande espansione della forza dei bombardieri (ed è apparso nel film di propaganda Target for Tonight). Di fronte alle crescenti perdite e all'assenza di prove che le operazioni del comando bombardieri avessero un impatto significativo sulla Germania, fu sollevato dall'incarico di comandante nel gennaio 1942, sostituito da Arthur Harris.
Quando i resoconti di Witold Pilecki sul trattamento riservato agli ebrei nel campo di concentramento di Auschwitz arrivarono a Londra attraverso il governo polacco in esilio, egli, allora comandante del Bomber Command, valutò la proposta polacca di bombardare il campo per consentire ai detenuti di fuggire, anche se le 1.700 miglia di viaggio di andata e ritorno dalla base aerea di Stradishall, nel Suffolk, ad Auschwitz era la distanza più lunga che una missione della RAF avesse mai tentato. Charles Portal, capo di stato maggiore dell'aeronautica, tuttavia, respinse l'idea definendola "un diversivo indesiderabile e che difficilmente raggiungerà lo scopo". All'inizio del 1942, assunse il comando delle forze aeree alleate nel sud-est asiatico e nel sud-ovest del Pacifico, un incarico noto come ABDAIR, integrato nel comando americano-britannico-olandese-australiano (ABDA) di breve durata. Quando le Indie orientali olandesi caddero in mano alle forze giapponesi, nei mesi di febbraio e marzo, l'ABDA fu sciolta.
Nel marzo 1943 divenne comandante in capo della RAF presente in India e nel novembre 1943 fu nominato comandante in capo dell'aeronautica alleata per il sud-est asiatico. Supervisionò la trasformazione del suo comando da una piccola forza demoralizzata e mal organizzata, dotata di aerei obsoleti, in una forza aerea potente dotata di una superiorità numerica di tre a uno sul nemico. Sebbene visto come un po' distante, combatté ferocemente per portare al suo comando le risorse necessarie, contribuendo alla direzione della guerra nel teatro del sud-est asiatico.
Dopo una proroga di sei mesi, il suo mandato decadde nel novembre 1944 e non fu rinnovato. Si ritirò dal servizio attivo nel maggio 1945 con il grado di maresciallo dell'aria, ma non ricevette mai l'avanzamento al livello di Gran Croce negli ordini cavallereschi che normalmente sarebbe stato riservato a un ufficiale del suo grado in quel momento. Il motivo della brusca interruzione della sua carriera risiede nella sua relazione con Lady Jessie Auchinleck, la moglie del suo amico, il feldmaresciallo Sir Claude Auchinleck, allora comandante in capo delle forze britanniche in India.
La vicenda divenne nota a Lord Mountbatten all'inizio del 1944, ed egli passò l'informazione al comandante della RAF, Sir Charles Portal, sperando che egli venisse richiamato in Patria. La vicenda divenne di dominio pubblico nel settembre 1944 e si riteneva che trascurasse i suoi doveri. Mountbatten rimandò lui e Lady Auchinleck in Inghilterra il 28 novembre 1944, dove vissero insieme in un hotel di Brighton. Egli divorziò dalla sua prima moglie nel 1945 mentre gli Auchinleck divorziarono nel dicembre dello stesso anno. Lui e l'ex Lady Auchinleck si sposarono l'anno successivo.
Si spense a Wendover, nel Buckinghamshire, il 5 agosto 1970.

### Annotazioni
1. ↑  Effettuò tale missione insieme allo Squadron-Leader Richard Bell-Davies.

### Fonti
1. 1 2 3 4 5 6 7 8 9 10  Rafweb.
2. 1 2 3 4 5 6 7 8 9 10 11 12 13 14 15 16 17  Forgotten Campaign: The Dutch East Indies Campaign 1941–1942.
3. ↑  (EN) The London Gazette (PDF), n. 29162, 14 May 1915.
4. ↑  (EN) The London Gazette (PDF), n. 29687, 28 July 1916.
5. ↑  (EN) The London Gazette (PDF), n. 32563, 30 December 1921.
6. ↑  (EN) The London Gazette (PDF), n. 33513, 2 July 1929.
7. ↑  (EN) The London Gazette (PDF), n. 33955, 30 June 1933.
8. ↑  (EN) The London Gazette (PDF), n. 34363, 26 January 1937.
9. ↑  (EN) The London Gazette (PDF), n. 34840, 30 April 1940.
10. ↑  (EN) Robbie Millen, The Volunteer by Jack Fairweather review – the man who infiltrated Auschwitz.
11. ↑  Bond, Tachikawa 2004, pp. 124-126.
12. 1 2 3  Bond, Tachikawa 2004, p. 124.
13. ↑  Woodburn Kirby 2004, p. 118.
14. ↑  (EN) The London Gazette (PDF), n. 37393, 14 December 1945.
15. ↑  (EN) The London Gazette (PDF), n. 31098, 31 December 1918.
16. ↑  (EN) The London Gazette (PDF), n. 30722, 31 May 1918.
17. ↑  (EN) The London Gazette (PDF), n. 31273, 4 April 1919.